# アンリ・ネスレ

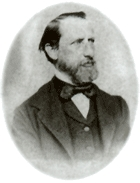
アンリ・ネスレ

アンリ・ネスレ（Henri Nestlé、元は Heinrich Nestle、1814年8月10日 - 1890年7月7日）は、世界最大の食品飲料会社でミルクチョコレートの製造元として知られる株式会社ネスレの創業者である。

## 前半生

### 誕生
ハインリヒ・ネストレ (Heinrich Nestle) は1814年8月10日、ドイツのフランクフルト・アム・マインに生まれた。ヨハン・ウルリッヒ・マティアス・ネストレとアンナ＝マリア・カタリーナ・エーマンの間の子供14人のうち、11番目の子であった。ハインリヒの父は、その父ヨハン・ウルリッヒ・ネストレ同様代々の家業を継いで、テーンゲスガッセ (Töngesgasse) でガラス屋を開いていた。フランクフルト市長のグスタフ・エドムンド・ネストレは、彼の兄弟である。

### 家系
ネストレ家はドイツの南シュヴァーベン、つまりドルンステッテン、フロイデンシュタットやミンダーバッハ、ナゴルド、ズルツ・アム・ネッカーといったシュヴァルツヴァルトの自治区を父祖の地としている。「Nestle」はシュヴァーベン語（アレマン語の一方言）で「小鳥の巣」を意味し、名前としては、Nästlin、Nästlen、Nestlin、Nestlen、Niestleといろいろな綴り方がある。
ネストレ（ネスレ）の家系図は、ミンダーバッハ出身のハンス、ハインリヒ、ザムエル（サミュエル）のNestlin3兄弟から始まっており、その紋章は、母の巣に幼い3羽の鳥、というものである。3兄弟の父は、1495年生まれである。長男のハンスは1520年生まれ、同名のハンスと名付けた息子はのちにナゴルドの市長になった。彼の息子ウルリッヒは理容師になり、その5番目の息子が一族で初めてガラス屋になった。その後5代に渡って、この職業が父から息子へと引き継がれている。さらにネストレ家からはドルンステッテン、フロイデンシュタットやナゴルド、ズルツ・アム・ネッカーの自治区の長を何人も輩出している。

### ハインリヒ・ネストレからアンリ・ネスレへの改名
1836年、ネストレは薬局店主のJ.E.シュタインの元で、4年間の見習い期間を終えた。1839年末には化学実験、薬剤師、医薬品販売を正式に認可された。この間にスイスのヴェヴェイ（フランス語圏）に移住し、新しい環境に早くなじむために、名前をフランス語式の「アンリ・ネスレ」に変更した。

### 初期の職歴
1843年、アンリ・ネスレは当時最も発展的で多用途だった地場産業の1つ、セイヨウアブラナの生産に乗り出した。
またオイルランプに使うナッツ・オイルやリキュール、ラム酒、アブサンや酢の醸造にも関与していた。彼はまた炭酸入りミネラルウォーターやレモネードの製造販売にも手をつけたが、1845年から1847年の間に業績不振のためミネラルウォーターの製造を中止した。1857年にはガス灯や肥料の生産に専念している。

### 結婚
アンリ・ネスレはアナ・クレモンティーヌ・テレーズ・エーマンと1860年5月23日に結婚した。

## ネスレ社

### 創立
アンリ・ネスレがいつ乳児用調製粉乳の製造に着手したのか、はっきりしない。その動機については、いくつかの要因のあることが知られている。
- 彼の家族に、乳児の死亡率が高いこと。14人の子供のうち、半数が成人期に達する前に死亡した。
- 薬剤師助手の経験。
- 妻の父は温かい医者として知られており、その娘である妻も乳幼児死亡率について熟知していたこと。

アンリ・ネスレは牛乳に小麦粉、穀粉、砂糖を混ぜて粉ミルクをつくり、母乳栄養養育が受けられない子どもの代用乳とした。さらに友人の栄養学者ジャン・バルタザール・シュニッツラーと共に、乳幼児が消化しにくい酸を小麦から除去した。水を加えるだけで作れる製品は、乳児用調製粉乳の製品化第1号だと考えられる。人々はすぐに新製品の価値を理解し、「Farine Lactée Henri Nestlé アンリ・ネスレの小麦粉ミルク」はヨーロッパ中で売られるようになった。アンリ・ネスレによる実用粉ミルクの発明が何年だったかはっきりしていないが、1867年には製造していたのが遡れる。1870年代までには米国で、麦芽、牛乳、砂糖、小麦粉で作られた「Nestle's Infant Food ネスレのベビーフード」は1瓶0.5ドルで売られるようになった。

### 引退
アンリ・ネスレは1875年、仕事仲間に会社を売却して、家族とともにモントルーに住み、グリオン村へも行き来した。そこで小規模な貸し付けや公的な資金援助を通して人々を助け、地元の基盤を向上させた。グリオン村の彼の家はのちにヴィラ・ネスレとして知られるようになった。

### 死去
アンリ・ネスレ＝エーマンは1890年7月7日、心筋梗塞のためグリオン村で死去した。